# Валицкий, Константин Антонович
Константин Антонович Валицкий (1860—?) — русский военный  деятель,  полковник. Герой Первой мировой войны, участник Гражданской войны в России на стороне армии Украинской державы.

## Биография
В службу вступил в 1890 году после окончания Одесского реального училища. В 1891 году после окончания  Алексеевского военного училища по I разряду  произведён  в подпоручики и выпущен в Керченскую крепостную артиллерию.
В 1895 году произведён в поручики, в 1898 году в штабс-капитаны,  в 1902 году в капитаны, в 1910 году в подполковники — командир 2-й батареи 8-го мортирного артиллерийского дивизиона.

С 1914 года участник Первой мировой войны, во главе своей батареи. С 1915 года полковник — командующий 42-м мортирным артиллерийским дивизионом. Высочайшим приказом от 24 февраля 1915 года за храбрость награждён Георгиевским оружием: 
За то, что, командуя батареей в бою 27, 28 и 29 августа 1914 года на позициях у деревни Бартату, в течение всего боя находясь в положении исключительной опасности на передовом наблюдательном пункте, впереди батареи, в сфере действительного ружейного огня, руководил огнем своей батареи, при чем во время этого боя: 1) уничтожил неприятельскую батарею у х. Казачка и две батареи у юго-восточной окраины Повитенского леса, которые так до конца боя и не действовали, 2) во время атаки австрийцев, около 6 часов вечера 28 августа 1914 года на фронт 60 пехотного Замосцского полка, огнем своей батареи заставил противника отступить и 3) стрельбой по колоннам противника, отходившим через железную дорогу западнее села Мшаны, расстроил отступление, приведя его в беспорядочное бегство
С 1916 года начальник 2-го артиллерийского участка береговой обороны города Одессы. После Октябрьской революции с 1918 года служил в армии Украинской державы — командир 7-го артиллерийского полка. 

## Награды
- Орден Святой Анны 3-й степени (ВП 1906)
- Орден Святого Станислава 2-й степени  (ВП 06.12.1909)
- Орден Святой Анны 2-й степени с мечами (ВП 03.02.1914; ВП 13.05.1915)
- Георгиевское оружие (ВП 24.02.1915)